# Carlos María Fitz-James Stuart y Portocarrero
Carlos María Fitz-James Stuart y Portocarrero   (Madrid, 4 de desembre de 1849 - Nova York, 15 d'octubre de 1901) va ser un noble, duc d'Alba i de Berwick, i polític espanyol. Va ser diputat (1884) i senador (1884-1901).

## Biografia
Va néixer a Madrid el 4 de desembre de 1849. Nascut en una família noble amb arrels a Espanya i Anglaterra, era fill del duc d'Alba i de Berwick, Jacobo Fitz-James Stuart y Ventimiglia, i de la comtessa de Montijo, María Francisca de Sales Portocarrero-Palafox. Per part de mare era nebot de l'emperadriu Eugènia de Montijo.
A la mort del seu pare el 1881, va heretar entre d'altres, els títols de duc d'Alba de Tormes, de Berwick, de Huéscar, de Peñaranda del Duero, de Liria, el de comte-duc d'Olivares, el del marquès del Carpio o els dels comte de Lemos, de Miranda i de Osorno. Es va dedicar a l'administració dels nombrosos béns familiars. Va combinar aquesta activitat amb la política. Afiliat des dels inicis de la seva vida pública al Partit Conservador. Va ser diputat al Congrés dels Diputats la legislatura de 1884-1885, elegit per Granada, concretament pel districte de Huéscar, a les eleccions de 1884, però només va ocupar dos mesos el seu escó. El 1884 va ser designat senador per dret propi, càrrec que va ocupar fins a 1901.
En l'àmbit personal, el 1877 es va casar amb María del Rosario Falcó y Osorio, XXI comtessa de Siruel, filla dels ducs de Fernán-Núñez. Amb qui va tenir tres fills: Jacobo, següent duc d'Alba; Eugenia, comtessa de Baños; i Fernando, duc de Peñaranda del Duero.
Els darrers anys de la seva vida, va dedicar-se a viatjar per Europa i els Estats Units. Va morir a Nova York el 15 d'octubre de 1901.

## Condecoracions
- Cavaller de l'Orde del Toisó d'Or.[2]